# ワールドサッカー実況ウイニングイレブン3 ワールドカップ フランス'98
『ワールドサッカー実況ウイニングイレブン3 ワールドカップ フランス'98』はコナミ（現コナミデジタルエンタテインメント）より1998年5月28日に発売されたウイニングイレブンシリーズの1つ、PlayStationに対応している。
同年11月12日にはバランスを再調整した『ワールドサッカー実況ウイニングイレブン3 ファイナルヴァージョン』が発売された。パワプロシリーズのような選手データの更新によるマイナーチェンジの決定版が発売されたのは初めてである。

## 要素
1998 FIFAワールドカップの公式ライセンス商品であり、大会名称は実名で（「ワールドカップ98」として）収録されている。
ウイニングイレブンシリーズでは唯一のFIFAワールドカップが実名収録した作品となった。
当時は権利による名称の変更をあまり受けておらず、アジアカップの大会名称をそのまま使用している。
また、1998年当時の日本代表は選手を実名で収録。